# 棘刺真剑水蚤
棘刺真剑水蚤（学名：Eucyclops euacanthus）为剑水蚤科真剑水蚤属的动物。分布于印度尼西亚、印度、非洲、台湾岛以及中国大陆的山东等地，多栖息于小型水域中以及湖泊的沿岸带。